# Plaisir de France (DJ)
 (mars 2025).
Si vous disposez d'ouvrages ou d'articles de référence ou si vous connaissez des sites web de qualité traitant du thème abordé ici, merci de compléter l'article en donnant les références utiles à sa vérifiabilité et en les liant à la section « Notes et références ».
Pour les articles homonymes, voir Plaisir de France.

Julien Barthe, né à Bourges en 1973, est un musicien français et DJ qui officie sous le pseudo Plaisir de France (nom emprunté au magazine Plaisir de France trouvé un jour dans le grenier familial).

Il est également graphiste, auteur, compositeur, arrangeur, ingénieur du son et producteur de disques.

## Biographie
Julien Barthe débute en tant que bassiste. Pendant les années 90, il découvre les soirées rave et devient DJ ; la musique electro prend le pas, avec la publication en 1999 de son premier maxi vinyle sous le nom Plaisir de France, avec Boris Hervé (un ami ingénieur du son) sur le label Dizalch’rec, disque présentant de la house en face A, et pour la face B un petit sample de Jeanne Moreau, une de ses idoles. Il va alors continuer à retravailler ses chansons favorites, principalement parmi la pop française.
Dès 2000, les soirées rave ou les DJ sets en clubs lui apportent des rencontres et des contacts qui le propulsent sur sa lancée, avec plusieurs maxis vinyles sur le label Pro-zak-trax (sous-label de Barclay).
À la suite d'une rencontre avec Dan Ghenacia (DJ de house), il s'oriente vers une musique plus acid house et monte le projet Sweet Light avec Alexis Desaegher (un autre ami ingénieur du son) ; il s'ensuit le remixage de succès de la pop française, avec la publication de plusieurs maxis, dont un qui inclut le titre le Grand Sommeil de Etienne Daho (celui-ci prendra contact avec Julien par l'entremise du producteur canadien Tiga), puis les DJ Ivan Smagghe et Arnaud  Rebotini remixeront leur titre Abusator sous le pseudo Blackstrobe,.
A partir de 2005, il s'installe à Paris.
Il y rencontre le duo Aswefall, formé par Clément Vaché (disquaire et producteur) et Leo Hellden (guitariste et producteur suédois) ; Julien s'associe à ce dernier, et, sur l’idée de démos inspirées de pop anglaise, ils montent le projet Slove (sur le label Pschent), avec un premier album - Le Danse - en 2012, qui sera suivi du deuxième - Le Touch' - six ans plus tard en 2018 (boosté par la star des blogs américains Casey Neistat), puis enfin du troisième - Le Fly - en 2024. Ils collaboreront également sur des musiques publicitaires 
(Armani).
En 2006, la rencontre avec Fred Viktor Sieuzac, fondateur du label Couturier du Son (Enterstice), va l'amener à collaborer avec lui sur plusieurs projets 
(remix live de la musique Il était une fois dans l'ouest de Ennio Morricone sur le Central de Rolland Garros pour la finale 2010, final des compétitions d'équitation à Versailles pour les Jeux olympiques d'été de 2024).
En 2014, sort Etat des lieux, compilation de ses remixes français, puis, l'année suivante, l'album de poésie française After L’Amour sur des textes du poète Jézékael Clavaressa.
En 2021, après la période de confinement, il fête ses vingt ans de carrière, avec l’album #20, et la collaboration en featuring d'une vingtaine d'artistes avec lesquels il a l'habitude de travailler, dont Bertrand Belin.
L'année suivante, l'album #20 (remixes) propose plusieurs versions retravaillées des titres de l'album #20.
Julien produit en parallèle de nombreux singles et remixes.
En 2025, un maxi 40ème anniversaire du titre Week-end à Rome est réédité par Etienne Daho, qui y inclut également en bonus-track le remix du Grand Sommeil que Julien avait réalisé initialement avec Sweet Light vingt ans auparavant.

## Style
Au fil des ans, Julien a combiné différentes influences (électro, house, Indie) au service de la musique Pop, principalement française.

## Discographie

### Albums studio
- 2014

- 2015

- 2021

- 2022

### Collaborations
avec Alain Chamfort :
- 2000 : Rendez-vous (Plaisir de France remix)

avec le groupe Slove :
- 2012 :  Le Danse
- 2018 :  Le Touch'
- 2024 :  Le Fly

avec Kool Bandits :
- 2015 :  Do yourself a favour

avec Guillaume Fédou :
- 2016 :  L'intermonde
- 2016 :  Pendant que les champs brûlent  (cover Niagara)
- 2019 :  La machine à désirer
- 2020 :  Joli problème
- 2025 :  À la fête

avec Maud Geffray :
- 2017 :  Polaar

avec Barbara Carlotti
- 2017 :  Herbes Mauves [8]
- 2025 :  Chéris ton futur !

avec After L’Amour
- 2017 :  Cœur obsédé  (album)
- 2024 :  Empire  (remix)

avec Charles Shillings
- 2018 :  Moto

avec Alex Rossi :
- 2019 :  Tutto va bene quando facciamo l'amore
- 2019 :  Domani e un'altra notte  (album)

avec Dombrance :
- 2020 :  Poutou  (Bon Entendeur remix)

avec Tin
- 2021 :  Heroes in a frame

avec Etat limite
- 2022 :  L'Italie

avec Jerry Bouthier
- 2022 :  Eccitatissimo

avec Appaloosa
- 2023 :  Moonlight in the garden

avec Candide
- 2023 :  Nager jusqu’à Rio

avec Catriona Irving
- 2023 :  Somethings EP

avec Dahner & Aloha
- 2024 : ANNABELLE

avec Pascale Borel
- 2024 : Intempéries

avec Arnold Turboust
- 2024 :  Adélaïde

avec Charles Baptiste
- 2024 :  Et si on changeait

avec Eboreif
- 2024 :  Embrasse-moi